# Klassifizierung therapeutischer Leistungen
Die Klassifizierung therapeutischer Leistungen (KTL) bezeichnet einen Standard, nach dem in Deutschland im Zusammenhang mit medizinischer Rehabilitation erbrachte therapeutische Maßnahmen codiert werden.
Der Standard wurde 1997 von den Trägern der Deutschen Rentenversicherung (damals LVA, BfA, Bundesknappschaft und Seekasse) eingeführt und dient ihnen als Mittel zur Qualitätssicherung, Bewertung und inhaltlicher Analyse von Reha-Maßnahmen. Die derzeit aktuelle (sechste) Ausgabe ist 2014 erschienen
Der KTL-Code besteht aus einem Buchstaben und einer Zahl. Dabei steht der Buchstabe für eine Gruppe, in der mehrere ähnliche Therapieleistungen zusammengefasst sind (z. B. B = Krankengymnastik). Durch die folgende Zahl wird die Leistung dann eindeutig charakterisiert (z. B. B043 = Bewegungsbad einzeln: Wirbelsäulengymnastik). Zusätzlich wird die Dauer pro Anwendung als Buchstabencode (z. B. L = 60 Minuten) sowie die Anzahl der durchgeführten Anwendungen angegeben. Somit steht „B043 L 20“ für 20 einstündige Anwendungen Wirbelsäulengymnastik im Bewegungsbad.